# Marquesado de Gutiérrez Mellado
El marquesado de Gutiérrez Mellado es un título nobiliario español creado el 7 de octubre de 1994 por el rey Juan Carlos I de España a favor de Manuel Gutiérrez Mellado.

## Denominación
La denominación de la dignidad nobiliaria refiere a los apellidos, paterno y materno, por los que fue universalmente conocida la persona a la que se le otorgó dicha merced nobiliaria.

## Carta de otorgamiento
El real decreto expone y dispone lo siguiente: 

La ejemplar trayectoria militar y de servicio público de don Manuel Gutiérrez Mellado, puesta de manifiesto a través de toda su vida, ha supuesto un ejemplo de dedicación y entrega en todas las responsabilidades que ha ejercido...
Real Decreto 2008/1994

## Lista de marqueses de Gutiérrez Mellado
|                            | Titular                                     | Periodo                    |
| Creación por Juan Carlos I | Creación por Juan Carlos I                  | Creación por Juan Carlos I |
| -------------------------- | ------------------------------------------- | -------------------------- |
| i                          | Manuel Gutiérrez Mellado                    | 1994-1995                  |
| ii                         | María del Carmen Gutiérrez-Mellado y Blasco | 1997-2005                  |
| iii                        | Manuel Gutiérrez-Mellado y Blasco           | 2007-2020                  |
| iv                         | Lucía Gutiérrez-Mellado y Satrústegui       | 2021-                      |

## Historia de los marqueses de Gutiérrez Mellado
- Manuel Gutiérrez Mellado (m. 1995), i marqués de Gutiérrez Mellado.

- María del Carmen Gutiérrez-Mellado y Blasco (? - 2005), ii marquesa de Gutiérrez Mellado.[2] Al fallecer esta última,[3] el título lo portó desde 2007 su hermano:[4]

- Manuel Gutiérrez-Mellado y Blasco (? - 2020), iii marqués de Gutiérrez Mellado.[4] Le sucedió su hija:

- Lucía Gutiérrez-Mellado y Satrústegui, iv marquesa de Gutiérrez Mellado.[5]